# لوران دافاو
لوران دافاو مواليد 20 مايو 1969 في مونترو، هو دراج سويسري سابق في صنف سباق الدراجات على الطريق. سبق أن شارك في دورة الألعاب الأولمبية الصيفية.

## سجل النتائج

### سباقات أو مراحل فاز بها
- طواف فرنسا

## وصلات خارجية
- الموقع الرسمي

## روابط خارجية
- لوران دافاو على موقع أرشيف الدراجات (الإنجليزية)
- لوران دافاو على موقع إحصائيات الدراجات الإحترافية (الإنجليزية)
- لوران دافاو على موقع نسبة الدراجات (الإنجليزية)
- لوران دافاو على موقع CycleBase (الإنجليزية)
- لوران دافاو على موقع أوليمبيديا (الإنجليزية)